# Melecta separata
Melecta separata là một loài Hymenoptera trong họ Apidae. Loài này được Cresson mô tả khoa học năm 1879.